# Héctor Rafael Rodríguez Rodríguez
Héctor Rafael Rodríguez Rodríguez (Sánchez, 13 gennaio 1961) è un arcivescovo cattolico dominicano, dal 7 ottobre 2023 arcivescovo metropolita di Santiago de los Caballeros.

## Biografia
Héctor Rafael Rodríguez Rodríguez è nato a Sánchez il 13 gennaio 1961.

### Formazione e ministero sacerdotale
Nel 1976 è entrato nel centro vocazionale dei missionari del Sacro Cuore di Gesù. L'8 settembre 1984 ha emesso la professione solenne.
Il 10 giugno 1989 è stato ordinato presbitero. Lo stesso anno è stato inviato a Roma per studi. Nel 1991 ha conseguito la licenza in teologia spirituale presso la Pontificia Università Gregoriana. In seguito è stato vicario parrocchiale di Castillo e di San José de las Matas dal 1991 al 1992; direttore nell'aspirantato del centro vocazionale dal 1992 al 1994; direttore del postnoviziato dal 1994 al 2000; maestro dei novizi dal 2001 al 2006; superiore provinciale e membro del corpo direttivo della Conferenza dominicana dei religiosi dal 2006 al 2012 e primo consigliere della sua congregazione a Roma dal 2012.

### Ministero episcopale

Stemma di monsignor Rodríguez Rodríguez come vescovo di La Vega.

Il 23 febbraio 2015 papa Francesco lo ha nominato vescovo di La Vega. Ha ricevuto l'ordinazione episcopale il 9 maggio successivo dal cardinale Nicolás de Jesús López Rodríguez, arcivescovo metropolita di Santo Domingo, co-consacranti il vescovo emerito di La Vega Gabriel Antonio Camilo González e il vescovo ausiliare di Santiago de los Caballeros Valentín Reynoso Hidalgo.
Nel maggio del 2015 ha compiuto la visita ad limina.
Dal 4 luglio 2023 è presidente della Conferenza dell'Episcopato Dominicano. Dal 1º luglio 2020 al 4 luglio 2023 è stato vicepresidente della stessa.
Il 7 ottobre 2023 papa Francesco lo ha promosso arcivescovo metropolita di Santiago de los Caballeros; è succeduto a Freddy Antonio de Jesús Bretón Martínez, dimissionario per raggiunti limiti di età. Il 2 dicembre successivo ha preso possesso dell'arcidiocesi.

## Genealogia episcopale
La genealogia episcopale è:
- Cardinale Scipione Rebiba
- Cardinale Giulio Antonio Santori
- Cardinale Girolamo Bernerio, O.P.
- Arcivescovo Galeazzo Sanvitale
- Cardinale Ludovico Ludovisi
- Cardinale Luigi Caetani
- Cardinale Ulderico Carpegna
- Cardinale Paluzzo Paluzzi Altieri degli Albertoni
- Papa Benedetto XIII
- Papa Benedetto XIV
- Papa Clemente XIII
- Cardinale Bernardino Giraud
- Cardinale Alessandro Mattei
- Cardinale Pietro Francesco Galleffi
- Cardinale Giacomo Filippo Fransoni
- Cardinale Carlo Sacconi
- Cardinale Edward Henry Howard
- Cardinale Mariano Rampolla del Tindaro
- Cardinale Antonio Vico
- Arcivescovo George Joseph Caruana
- Cardinale Manuel Arteaga y Betancourt
- Cardinale Octavio Antonio Beras Rojas
- Cardinale Nicolás de Jesús López Rodríguez
- Arcivescovo Héctor Rafael Rodríguez Rodríguez, M.S.C.